# ジュイス・デ・フォーラ
ジュイス・デ・フォーラ（Juiz de Fora [ˈʒwiʒ dʒi ˈfɔɾɐ]）は、ブラジルのミナスジェライス州の都市である。リオデジャネイロ州との州境近くに位置する。人口57万3285人（2020年）。

## スポーツ
- トゥピFC - サッカークラブ

## 出身者
- ラファエル・ジョゼ・ボッティ・ザカリアス・セナ - サッカー選手
- ジオバーニ・ガビオ - バレーボール選手
- イタマール・フランコ - 政治家
- ウジソン・ホドリゲス・ドス・サントス - サッカー選手